# Baikal ISch-35M
Die Baikal ISch-35M (russisch ИЖ-35) ist eine Sportpistole im Kaliber .22 lfB für die olympische Disziplin Schnellfeuerpistole (nur Männer) und Sportpistole (nur Frauen), sowie für die nichtolympische ISSF-Weltmeisterschaftsdisziplin Standardpistole.
Sie wurde speziell für den Schießsport entwickelt und nutzt die Möglichkeiten des Wettkampfreglements weitestgehend aus. Der Lauf hat die maximal zulässige Länge, was eine gute Führung des Geschosses im Lauf und damit eine präzise Flugbahn bewirkt. Die Visierlinie hat ebenfalls die maximal zulässige Länge, wodurch eine sehr exakte Zielführung ermöglicht wird.
Die Achse des Laufes liegt bei dieser Pistole sehr tief. Der Abstand der Handoberkante von der Laufachse ist auf das mindestzulässige Maß reduziert. Dies bewirkt eine geringe Drehmomententstehung bei der Schussabgabe und damit ein geringeres Verziehen. Um der unvermeidlichen Drehmomententstehung bei der Schussabgabe aktiv entgegenzuwirken, ist der Hammer so gelagert, dass beim Abfeuern ein entgegengesetztes, ausgleichendes Drehmoment entsteht.
Das Magazin fasst, wie für diese Disziplin üblich, fünf Patronen, die durch ein Stangenmagazin von unten durch den Pistolengriff zugeführt werden.

## Händlermodelle
Die Waffe wurde von der Carl Walther GmbH im weißfertigen Zustand aus Russland bezogen, fertiggestellt und als Walther KSP 200 verkauft. Auch Frankonia überarbeitete diese Sportpistole bot sie als Frankonia IJ 35 Spezial bzw. Frankonia Favorit an. Typische Überarbeitungsschritte umfassten die Stilllegung oder den Ausbau der Griffsicherung, den Einbau eines Schlittenfangs, die Nacharbeitung des Kimmenausschnitts, Sportgriffschalen und im Bedarfsfall eine Abzugsüberarbeitung.